# Atelopus cruciger
Atelopus cruciger là một loài cóc trong họ Bufonidae. Nó là loài đặc hữu của Venezuela.
Trong nhiều năm, loài này được xem là đã tuyệt chủng dù đã có nỗ lực đáng kể tìm kiếm chúng nhưng người ta không phát hiện ra con nào. Tuy nhiên năm 2003 thì người ta đã phát hiện ra một quần thể nhỏ.
Các môi trường sống tự nhiên của chúng là các khu rừng ẩm ướt đất thấp nhiệt đới hoặc cận nhiệt đới, rừng vùng núi ẩm cận nhiệt đới hoặc nhiệt đới và sông. Nó chủ yếu bị đe dọa do nhiễm nấm Batrachochytrium dendrobatidis.